# Chade nos Jogos Olímpicos de Verão de 1984
O Chade competiu nos Jogos Olímpicos de Verão de 1984 em Los Angeles, Estados Unidos. O Chade retornou às Olimpíadas após boicotar os jogos de 1976 e 1980.

## Resultados por Evento

### Atletismo
400 m masculino
- Issaka Hassane
  - Primeira Eliminatória — 49.64 (→ não avançou)

800 m masculino
- Ousmane Miangoto
  - Primeira Eliminatória — 1:56.02 (→ não avançou)

Salto em distância masculino
- Kemobe Djimassal
  - Classificatória — 7,37 m (→ não avançou, 17º lugar)